# Gustav Sasse
Gustav Sasse (* 25. Juli 1904 in Lüneburg; † 3. März 1969 in Hannover) war ein deutscher Organist und Dirigent.

## Leben
Gustav Sasse spielte bis zu seinem Abitur am Lüneburger Johanneum Violine und Orgel. Er entschied sich für die Orgel als Hauptinstrument und studierte an der Staatlichen Akademie für Kirchen- und Schulmusik in Berlin-Charlottenburg. Zusammen mit seinem Studienfreund Gerhard Gregor legte er 1928 das Kirchenmusikerexamen ab; beide spielten als Konzertabschluss im Fach Klavier das a-Moll-Konzert von Edvard Grieg, wobei sie wechselseitig als Dirigenten des Orchesters fungierten. Er ging nach dem Examen nach Hannover als Kirchenmusiker an der Lutherkirche. 
Gut befreundet mit Dr. Elinor von der Heyde-Dohrn, der späteren Braunschweiger Domorganistin, holte Sasse diese „Vierteljüdin“ in der Zeit des Dritten Reiches wiederholt erst als Generalbass-Begleiterin, dann als Gastorganistin  nach Hannover und umging damit ihr Auftrittsverbot, was ihm den Unwillen des Nazi-Regimes einbrachte. 
Kurz vor dem Zweiten Weltkrieg wurde Gustav Sasse als Stadtkantor an die drei Hannoverschen Hauptkirchen St. Aegidien, St. Crucis und an die Marktkirche berufen. Die Marktkirche blieb bis zu ihrer Zerstörung 1943 und nach dem Wiederaufbau 1952 die Heimstatt seines kirchenmusikalischen Wirkens bis 1965. Sasse sprang  1949 als Dirigent im Theater im Galeriegebäude in Herrenhausen ein, in dem er den 1. Akt von Mozarts Oper Die Zauberflöte für den kurzzeitig unpässlichen Franz Konwitschny ohne Fehl und Tadel dirigierte. Mit dem von ihm gegründeten Bachchor Hannover gelangen ihm kirchenmusikalische Aufführungen von überregionaler Bedeutung  und an der Marktkirchenorgel richtete er nach deren Neubau im Jahre 1953 die allabendlichen Orgelmusiken ein. In  3500 einstündigen Orgelkonzerten erklangen Werke von der Renaissance bis zur Moderne, mit den Schwerpunkten der Komponisten Bach und Reger. 1962 wurde Gustav Sasse der Titel Kirchenmusikdirektor verliehen.

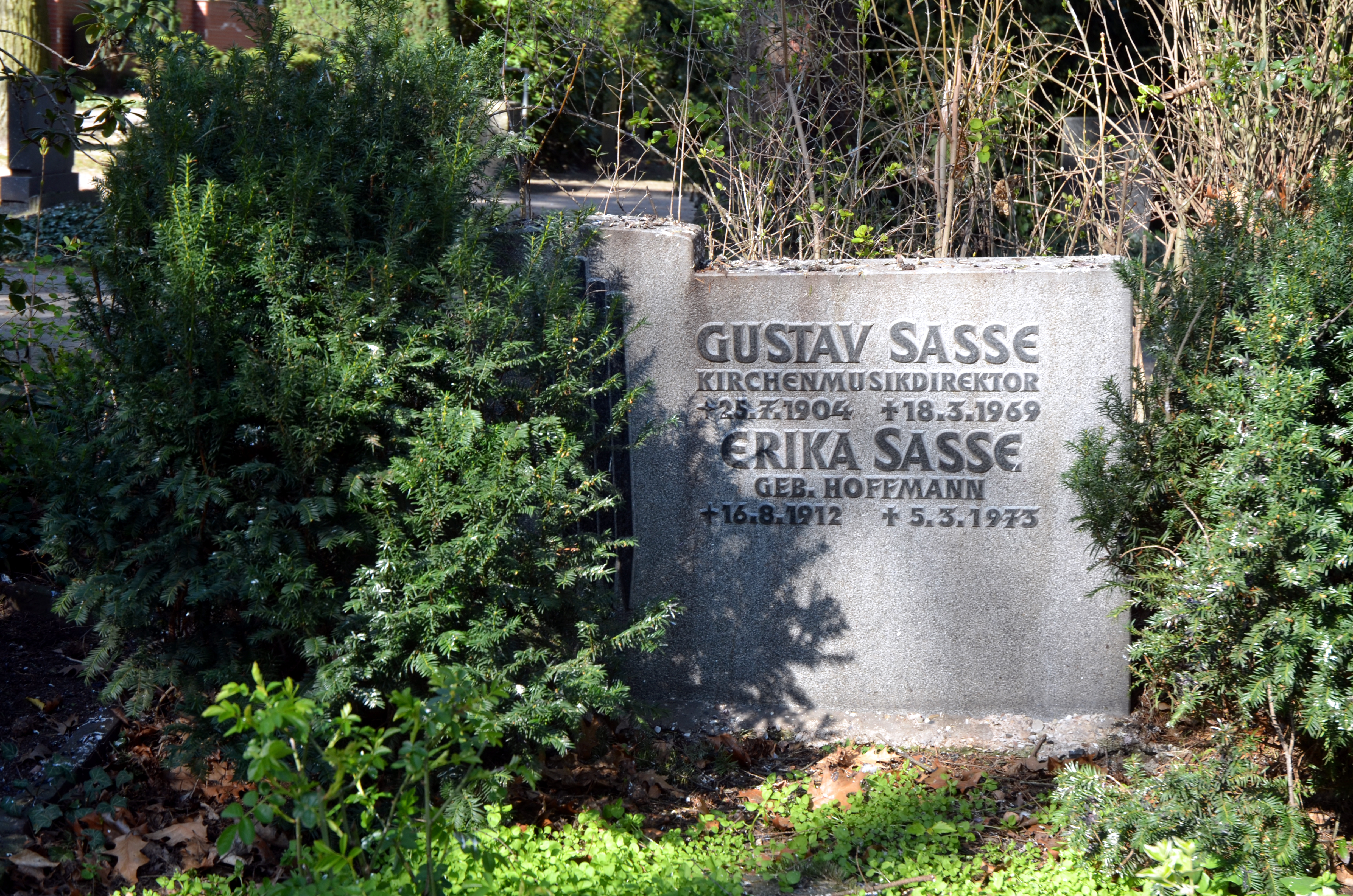
Grabmal von Gustav Sasse und Erika, geborene Hoffmann, auf dem Neuen St.-Nikolai-Friedhof in der Nordstadt von Hannover

Als Orgellehrer unterrichtete er eine Vielzahl von Schülern, unter anderem die Kirchenmusiker Adolf Sörensen, Oskar Gottlieb Blarr, Götz Wiese, Detlef Schmidt, Wolfgang Besler, Edgar Räuschel, Friedrich-Wilhelm Tebbe und Michael von Troschke. Als Komponist schrieb Sasse für jeden Sonntag eine neue Motette, die von der Stadtkantorei dann zu Gehör gebracht wurde. Mit Ludwig Doormann  zusammen schrieb und überarbeitete er die Sätze zum Choralbuch für die Organisten, das Christhard Mahrenholz im Jahre 1949  zum evangelischen  Kirchengesangbuch herausgab.   
Karl Richter urteilte über Gustav Sasse: „Ich habe nie verstanden, warum Gustav Sasse mich als Gastorganist einlud, Sasse spielte besser als ich, ein Meister am königlichen Instrument!“  
| Personendaten    | Personendaten                   |
| ---------------- | ------------------------------- |
| NAME             | Sasse, Gustav                   |
| KURZBESCHREIBUNG | deutscher Organist und Dirigent |
| GEBURTSDATUM     | 25. Juli 1904                   |
| GEBURTSORT       | Lüneburg                        |
| STERBEDATUM      | 3. März 1969                    |
| STERBEORT        | Hannover                        |